# WHiH NewsFront
WHiH NewsFront – fikcyjny amerykański program informacyjny, będący częścią marketingu wirusowego Marvel Studios podczas promocji filmów Ant-Man (2015) i Kapitan Ameryka: Wojna bohaterów (2016). Program został stworzony na podstawie fikcyjnej stacji telewizyjnej, która pojawia się w produkcjach Filmowego Uniwersum Marvela przez Marvel Studios oraz Google i emitowany jest w serwisie internetowym YouTube.
Program prowadzą Leslie Bibb jako Christine Everhart, która powtarza swoją rolę z wcześniejszych filmów oraz Al Madrigal jako polityczny korespondent Will Adams.

## Obsada
| Postać                                                         | Aktor / aktorka |  |
| -------------------------------------------------------------- | --------------- |  |
| Christine Everhart                                             | Leslie Bibb     |  |
| Była reporterka Vanity Fair, główna prowadząca WHIH NewsFront. |                 |  |
|                                                                |                 |  |
| Will Adams                                                     | Al Madrigal     |  |
| Korespondent polityczny.                                       |                 |  |
|                                                                |                 |  |

Swoje role z filmów powtarzają również William Sadler jako prezydent USA, Matthew Ellis, Paul Rudd jako Scott Lang i Corey Stoll jako Darren Cross. James Rondell, prezenter WIRED Insider, pojawia się jako on sam. W programie pojawia się również reporter WHIH, Jackson Norris. W programie pojawiają się również inne postaci z produkcji Filmowego Uniwersum Marvela za pomocą archiwalnych nagrań lub zdjęć.

## Emisja i wydanie
Program emitowany jest za pośrednictwem serwisu internetowego YouTube od 2 lipca 2015 roku.
Kampania filmu Ant-Man została wydana 8 grudnia 2015 w USA, a w Polsce 27 listopada tego samego roku, jako bonus do wydania Blu-ray tego filmu.

### Odcinki

#### KampaniaAnt-Man(2015)
| № | Nr | Tytuł                                                                                        | Czas trwania | Premiera (YouTube) |
| --- | -- | -------------------------------------------------------------------------------------------- | ------------ | ------------------ |
| 1 | 1  | WHIH Newsfront Promo                                                                         | 0:28         | 2 lipca 2015       |
| Christine Everhart zapowiada główne tematy w nadchodzącym tygodniu.                                                  |    |                                                                                              |              |                    |
| 2 | 2  | WHIH Newsfront Top Stories                                                                   | 1:20         | 7 lipca 2015       |
| Christine Everhart omawia skutki bitwy w Sokowii oraz nadchodzące zwolnienie z więzienia kryminalisty Scotta Langa.  |    |                                                                                              |              |                    |
| 3 | 3  | WHIH EXCLUSIVE: 2012 VistaCorp break-in security footage involving cyber-criminal Scott Lang | 1:48         | 11 lipca 2015      |
| Nagranie z kamer ochrony pokazujące włamanie Scotta Langa do VistaCorp, za które został skazany.                     |    |                                                                                              |              |                    |
| 4 | 4  | WIRED Insider Interviews Darren Cross, CEO of Pym Technologies                               | 2:36         | 13 lipca 2015      |
| Wywiad z prezesem Pym Technologies Darrenem Crossem skupiający się na przyszłości firmy.                             |    |                                                                                              |              |                    |
| 5 | 5  | WHIH EXCLUSIVE: Scott Lang Interview                                                         | 3:23         | 16 lipca 2015      |
| Christine Everhart przeprowadza wywiad ze Scottem Langiem za pośrednictwem transmisji video z więzienia San Quentin. |    |                                                                                              |              |                    |

#### KampaniaKapitan Ameryka: Wojna bohaterów(2016)
| № | Nr | Tytuł                                                            | Czas trwania | Premiera (YouTube) |
| --- | -- | ---------------------------------------------------------------- | ------------ | ------------------ |
| 6 | 1  | AVENGERS IMPACT: A WHIH Newsfront Special Report                 | 2:22         | 22 kwietnia 2016   |
| Christine Everhart i korespondent polityczny Will Adams omawiają czy Avengerzy powinni być pod kontrolą rządową. |    |                                                                  |              |                    |
| 7 | 2  | WHIH Newsfront: The Cost of Saving the World                     | 1:41         | 26 kwietnia 2016   |
| Christine Everhart i Will Adams dyskutują, kto powinien zapłacić za szkody, które powstają wskutek ratowania świata przez Avengerów. Czy powinni płacić za to mieszkańcy z podatków czy Avengerzy. Przedstawiona zostaje sonda uliczna. |    |                                                                  |              |                    |
| 8 | 3  | WHIH Newsfront: The Avengers and The White House                 | 3:12         | 28 kwietnia 2016   |
| Christine Everhart i Will Adams rozmawiają o stanowisku prezydenta Matthew Ellisa na kwestię Avengerów oraz zwiększoną aktywność polityczną Thaddeusa Rossa po odejściu z wojska.                                                       |    |                                                                  |              |                    |
| 9 | 4  | WHIH Newsfront Exclusive: President Ellis Discusses the Avengers | 3:14         | 3 maja 2016        |
| Christine Everhart i Will Adams przeprowadzają wywiad z prezydentem Matthew Ellisem dotyczący nominacji Rossa na stanowisko Sekretarza stanu oraz jego stanowiska w sprawie Avengerów.                                                  |    |                                                                  |              |                    |
| 10 | 5  | WHIH Breaking News: Attack in Lagos                              | 3:06         | 3 maja 2016        |
| Christine Everhart i Will Adams pojawiają się na żywo, aby poinformować o zajściach w Lagosie oraz pokazać oświadczenie prezydenta Ellisa w tej sprawie.                                                                                |    |                                                                  |              |                    |

## Produkcja
Pod koniec czerwca 2015 roku Leslie Bibb poinformowała, że zaangażowana jest w nowy projekt Marvel Studios i że powtórzy ona swoją rolę Christine Everhart z filmów Iron Man i Iron Man 2. Na początku lipca 2015 okazało się, że projekt ten jest częścią marketingu wirusowego przy promocji filmu Ant-Man.
Bibb powróciła jako Everhart w towarzystwie Ala Madrigala, który zagrał politycznego korespondenta Willa Adamsa, w kolejnej kampanii w kwietniu 2016 roku promującej film Kapitan Ameryka: Wojna bohaterów.
Program wyprodukowany został przez Marvel Studios przy współpracy z Google.

## Odbiór
Oliver Lyttelton z IndieWire napisała: „to jeden z najsprytniejszych materiałów promocyjnych jakie Marvel mógł wymyślić... nie jest to szczególnie zabawne, ale fani z pewnością będą zadowoleni”. Matthew Mueller z ComicBook.com stwierdził: „W miarę jak rozwija się marketing wirusowy, to jest to jedna z najlepiej przygotowanych kampanii.”. Alanna Smith, która pisze dla Geek Chic Elite napisała: „Kiedy dowiedziałam się o tym kanale nie mogłam się przestać śmiać z niedowierzania i przerażenia w jakim kierunku idzie Marvel.”.